# Liste der Lieder von Mani Matter
Dies ist eine Liste von Liedern des Schweizer Liedermachers Mani Matter (1936–1972). Matter verfasste seine Liedtexte in Berndeutsch. Er war einer der Berner Troubadours. Matters Lieder gehören zum populären Liedgut der deutschsprachigen Schweiz. 

## Übersicht
Die folgende Liste ist weitgehend alphabetisch sortiert. Sie erhebt keinen Anspruch auf Aktualität oder Vollständigkeit.

### A
- Alls wo mir id Finger chunnt (Alles, was mir in die Finger kommt)
- Är het uf sym Chopf e Chopf gha (Er hat auf seinem Kopf ein Kopf gehabt)
- Är isch vom Amt ufbotte gsy (Er ist vom Amt aufgeboten gewesen)

### B
- Ballade (Ballade)
- Ballade vom Nationalrat Hugo Sanders
- Belsazar im Lift
- Betrachtige über nes Sändwitsch
- Bim Coiffeur (Beim Friseur)
- Boxmätsch (Boxkampf)

### C
- Chue am Waldrand

### D
- D Meierysli
- D Metallplastik
- D Nase (Die Nase)
- D Pfyffephilosophe
- D Psyche vo der Frou (Die Psyche der Frau)
- D Türe
- Dene wos guet geit (Denjenigen, welchen es gut geht)
- Dialog im Strandbad
- Di Strass won i drann wone (Die Straße, an der ich wohne)
- Dr Alpeflug (Der Alpenflug)
- Dr Bärnhard Matter (ahneforschig)
- Dr eint het Angscht
- Dr Eskimo (Der Eskimo)
- Dr Ferdinand isch gschtorbä (Der Ferdinand ist gestorben)
- Dr Gloon
- Dr Gottfrid Käller
- Dr Grichtschryber Joss
- Dr Hansjakobli und ds Babettli
- Dr Heini
- Dr Her Zehnder I
- Dr Her Zehnder II
- Dr Kolumbus
- Dr Mönsch isch wi dä
- Dr Noah
- Dr Parkingmeter
- Dr Rägewurm (Der Regenwurm)
- Dr Sidi Abdel Assar vo El Hama  (Der Sidi Abdel Assar von El Hama)
- Dr Wecker
- Ds Eisi
- Ds Gspängscht
- Ds Heidi
- Ds Lied vo de Bahnhöf (Das Lied von den Bahnhöfen)
- Ds Lied vo den arme Polizeiorgan
- Ds Lied vom Diabelli
- Ds Lied vom Kritisiere
- Ds Lotti schilet
- Ds Nüünitram
- Ds Portmonee
- Ds Trambiliee
- Ds Zündhölzli
- Du bisch win e Fisch
- Dynamit (Dynamit)

### E
- E Löl, e blöde Siech, e Glünggi un e Sürmel (oder: Schimpfwörter sy Glückssach)
- Einisch am'ne Morge
- Eisi
- Es git an Bueb mit am Name Fritz
- Es Hus wird überwacht

### F
- Farbfoto
- Ferdinand

### H
- Heiwäg
- Hemmige
- Hie ir Schwyz

### I
- I han en Uhr erfunde (Ich habe eine Uhr erfunden)
- I han es Zündhölzli azündt (Ich habe ein Streichholz angezündet)
- Ir Ysebahn (In der Eisenbahn)

### K
- Karibum
- Kennet dir die Gschicht

### L
- Lob vor Fuulheit

### M
- Meierysli
- Mir hei e Verein (Wir haben einen Verein)
- Mir het dr Dings verzellt
- Missverständnis
- Mys nächschte Lied

### N
- Nei säget sölle mir (Nein, sagt: Sollen wir ...)
- Novämbernacht (Novembernacht)

### O
- O wie tumm
- Oberi und Underi

### P
- Prolog

### S
- S Louft e Hund
- S' Missverständnis
- Si hei dr Wilhälm Täll ufgfüert (Sie haben den Wilhelm Tell aufgeführt)
- Sit mir vom Herd vo de Götter

### U
- Us emene lääre Gygechaschte

### W
- Wär het das Meitschi umpracht, wär?
- Warum syt dir so truurig? (Warum seid ihr so traurig?)
- Wenn doch nume die
- Wildweschter
- Wo mir als Bueben emal
- Won i bi dranne gsy

### Z
- Zwo Flöige